# This Is It (Album)
Michael Jackson’s This Is It ist ein 2009 erschienener Soundtrack zum gleichnamigen Film und gleichzeitig ein posthumes Kompilationsalbum des 2009 verstorbenen US-amerikanischen Sängers Michael Jackson.

## Titelliste
1. Wanna Be Startin’ Somethin’
2. Jam
3. They Don’t Care About Us
4. Human Nature
5. Smooth Criminal
6. The Way You Make Me Feel
7. Shake Your Body (Down to the Ground)
8. I Just Can’t Stop Loving You
9. Thriller
10. Beat It
11. Black or White
12. Earth Song
13. Billie Jean
14. Man in the Mirror
15. This Is It
16. This Is It (Orchestra Version)
17. She’s Out of My Life (Demo)
18. Wanna Be Startin’ Somethin’ (Demo)
19. Beat It (Demo)
20. Planet Earth (Poem)[1]

## Rezeption

### Charts und Chartplatzierungen
| ChartsChartplatzierungen       | Höchstplatzierung | Wochen |
| ------------------------------ | ----------------- | ------ |
| Deutschland (GfK)              | 3 (31 Wo.)        | 31     |
| Österreich (Ö3)                | 2 (26 Wo.)        | 26     |
| Schweiz (IFPI)                 | 2 (48 Wo.)        | 48     |
| Vereinigtes Königreich (OCC)   | 3 (23 Wo.)        | 23     |
| Vereinigte Staaten (Billboard) | 1 (37 Wo.)        | 37     |

| ChartsJahrescharts (2009)      | Platzierung |
| ------------------------------ | ----------- |
| Deutschland (GfK)              | 64          |
| Österreich (Ö3)                | 38          |
| Schweiz (IFPI)                 | 28          |
| Vereinigtes Königreich (OCC)   | 24          |
| Vereinigte Staaten (Billboard) | 43          |

| ChartsJahrescharts (2010)      | Platzierung |
| ------------------------------ | ----------- |
| Deutschland (GfK)              | 85          |
| Österreich (Ö3)                | 56          |
| Schweiz (IFPI)                 | 34          |
| Vereinigte Staaten (Billboard) | 22          |

### Auszeichnungen für Musikverkäufe
| Land/Region                  | Auszeichnungen für Musikverkäufe (Land/Region, Auszeichnung, Verkäufe) | Verkäufe    |
| ---------------------------- | ---------------------------------------------------------------------- | ----------- |
| Australien (ARIA)            | Platin                                                                 | 70.000      |
| Belgien (BRMA)               | 2× Platin                                                              | 60.000      |
| Dänemark (IFPI)              | Platin                                                                 | 30.000      |
| Deutschland (BVMI)           | Gold                                                                   | 100.000     |
| Europa (IFPI)                | Platin                                                                 | (1.000.000) |
| Finnland (IFPI)              | Gold                                                                   | 10.460      |
| Frankreich (SNEP)            | 3× Platin                                                              | 300.000     |
| Golf-Kooperationsrat (IFPI)  | Platin                                                                 | 6.000       |
| Griechenland (IFPI)          | Platin                                                                 | 6.000       |
| Irland (IRMA)                | Platin                                                                 | 15.000      |
| Italien (FIMI)               | 4× Platin                                                              | 280.000     |
| Japan (RIAJ)                 | Platin                                                                 | 200.000     |
| Kanada (MC)                  | 2× Platin                                                              | 160.000     |
| Mexiko (AMPROFON)            | Gold                                                                   | 30.000      |
| Neuseeland (RMNZ)            | 2× Platin                                                              | 30.000      |
| Polen (ZPAV)                 | Platin                                                                 | 20.000      |
| Russland (NFPF)              | Platin                                                                 | 20.000      |
| Spanien (Promusicae)         | Platin                                                                 | 60.000      |
| Ungarn (MAHASZ)              | 2× Platin                                                              | 12.000      |
| Vereinigte Staaten (RIAA)    | 2× Platin                                                              | 2.000.000   |
| Vereinigtes Königreich (BPI) | 2× Platin                                                              | 600.000     |
| Insgesamt                    | 3× Gold · 29× Platin ·                                                 | 4.542.460   |

Hauptartikel: Michael Jackson/Auszeichnungen für Musikverkäufe